# Cúp Liên đoàn các châu lục 2013
Cúp Liên đoàn các châu lục 2013 (tiếng Anh: 2013 FIFA Confederations Cup) là lần tổ chức thứ 9 của Cúp Liên đoàn các châu lục, diễn ra tại Brasil từ 15 tháng 6 đến 30 tháng 6 năm 2013. Đây cũng là đợt tổng diễn tập cho Giải bóng đá vô địch thế giới 2014. Lễ bốc thăm chia bảng diễn ra ngày 1 tháng 12 năm 2012 tại Trung tâm Hội nghị Anhembi, São Paulo.
Chủ nhà Brasil giành chức vô địch Confed Cup lần thứ 4 sau khi vượt qua Tây Ban Nha 3–0 ở trận chung kết.

## Các đội tham dự
| Đội         | Liên đoàn | Tư cách tham gia                                     | Số lần tham gia |
| ----------- | --------- | ---------------------------------------------------- | --------------- |
| Brasil      | CONMEBOL  | Chủ nhà Giải vô địch bóng đá thế giới 2014           | 7               |
| Tây Ban Nha | UEFA      | Đương kim vô địch Giải bóng đá vô địch thế giới 2010 | 2               |
| Nhật Bản    | AFC       | Đương kim vô địch Cúp bóng đá châu Á 2011            | 5               |
| México      | CONCACAF  | Đương kim vô địch Cúp Vàng CONCACAF 2011             | 6               |
| Uruguay     | CONMEBOL  | Đương kim vô địch Cúp bóng đá Nam Mỹ 2011            | 2               |
| Tahiti      | OFC       | Đương kim vô địch Cúp bóng đá châu Đại Dương 2012    | 1               |
| Ý           | UEFA      | Hạng nhì Giải vô địch bóng đá châu Âu 20121          | 2               |
| Nigeria     | CAF       | Đương kim vô địch Cúp bóng đá châu Phi 2013          | 2               |

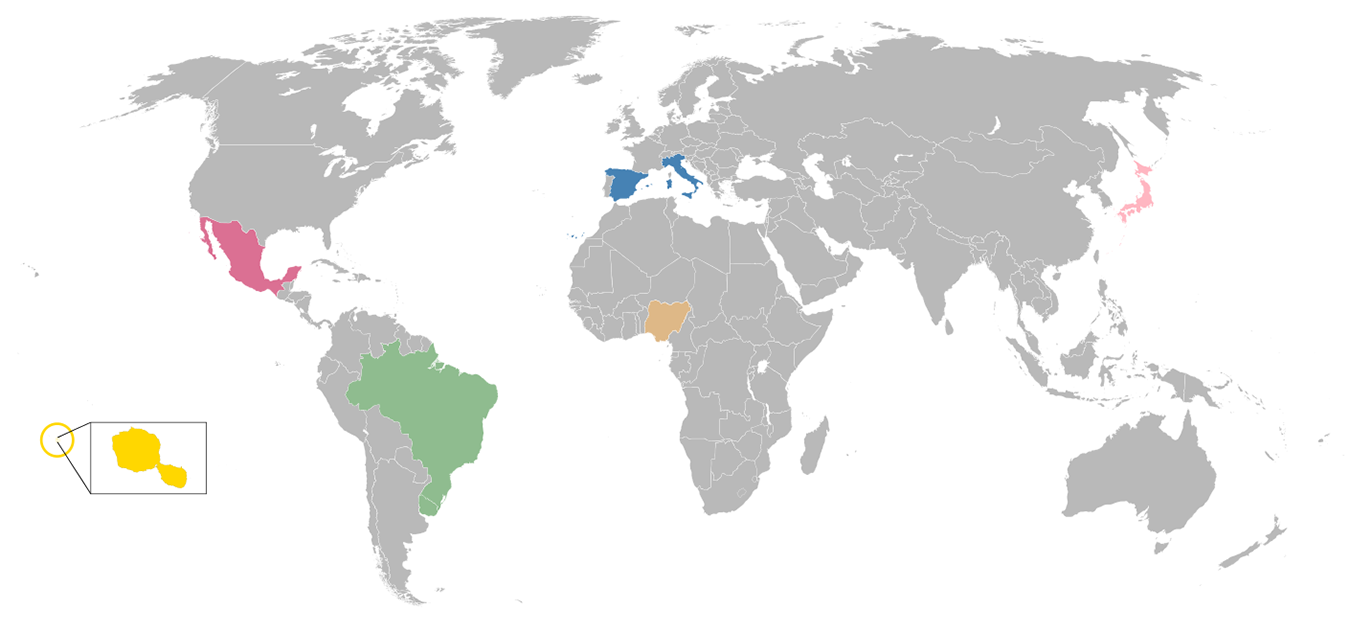
Các đội tham gia FIFA Confederations Cup 2013

Lễ bốc thăm chia bảng diễn ra ngày 1 tháng 12 năm 2012 tại Anhembi Convention Center, São Paulo. Đại diện cho mỗi đội tham dự là thí sinh của nước đó dự thi Hoa hậu Thế giới 2012.
1Ý giành 1 suất tham dự vì Tây Ban Nha vô địch Giải bóng đá vô địch thế giới 2010 và Giải vô địch bóng đá châu Âu 2012.

## Địa điểm
Địa điểm là 6 sân vận động ở 6 thành phố khác nhau.
| Rio de Janeiro        | Belo HorizonteBrasíliaFortalezaRecifeRio de JaneiroSalvador | Brasília              |
| --------------------- | ----------------------------------------------------------- | --------------------- |
| Sân vận động Maracanã | Belo HorizonteBrasíliaFortalezaRecifeRio de JaneiroSalvador | Sân vận động Quốc gia |
| Sức chứa: 76.804      | Belo HorizonteBrasíliaFortalezaRecifeRio de JaneiroSalvador | Sức chứa: 68.009      |
|                       | Belo HorizonteBrasíliaFortalezaRecifeRio de JaneiroSalvador |                       |
| Fortaleza             | Belo HorizonteBrasíliaFortalezaRecifeRio de JaneiroSalvador | Belo Horizonte        |
| Sân vận động Castelão | Belo HorizonteBrasíliaFortalezaRecifeRio de JaneiroSalvador | Sân vận động Mineirão |
| Sức chứa: 64.846      | Belo HorizonteBrasíliaFortalezaRecifeRio de JaneiroSalvador | Sức chứa: 62.547      |
|                       | Belo HorizonteBrasíliaFortalezaRecifeRio de JaneiroSalvador |                       |
| Salvador              | Belo HorizonteBrasíliaFortalezaRecifeRio de JaneiroSalvador | Recife                |
| Arena Fonte Nova      | Belo HorizonteBrasíliaFortalezaRecifeRio de JaneiroSalvador | Arena Pernambuco      |
| Sức chứa: 52.048      | Belo HorizonteBrasíliaFortalezaRecifeRio de JaneiroSalvador | Sức chứa: 44.248      |
|                       | Belo HorizonteBrasíliaFortalezaRecifeRio de JaneiroSalvador |                       |

## Trọng tài

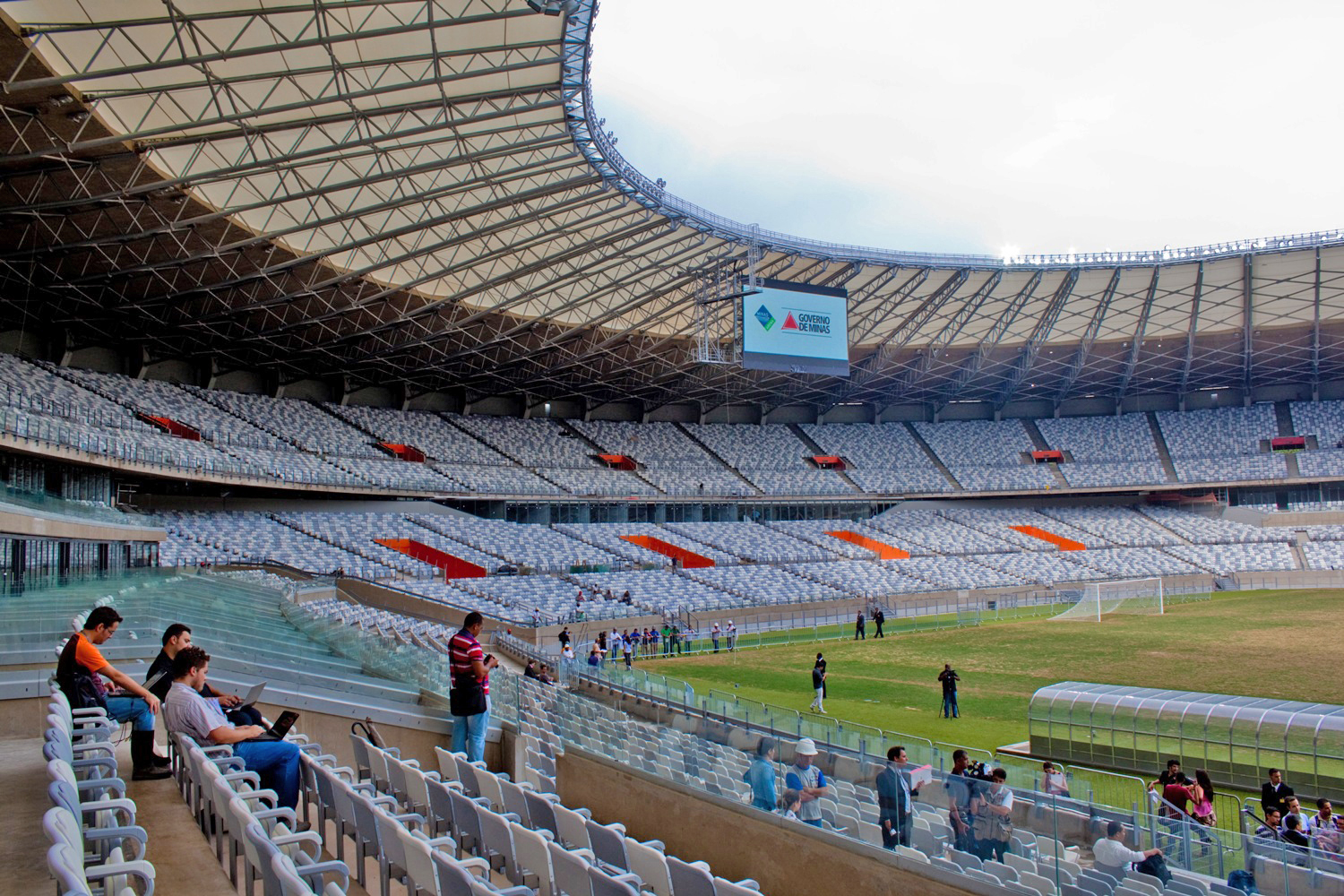
Khung cảnh bên trong sân vận động Mineirão ở Belo Horizonte.

Danh sách các trọng tài tham dự tại Cúp Liên đoàn các châu lục được công bố vào ngày 10 tháng 5 năm 2013:
CAF
- Djamel Haimoudi (Algérie)

UEFA
- Pedro Proença (Bồ Đào Nha)
- Howard Webb (Anh)
- Felix Brych (Đức)
- Björn Kuipers (Hà Lan)

AFC
- Nishimura Yuichi (Nhật Bản)
- Ravshan Irmatov (Uzbekistan)

CONCACAF
- Joel Aguilar (El Salvador)

CONMEBOL
- Enrique Osses (Chile)
- Diego Abal (Argentina)

## Vòng bảng
Tất cả các trận đấu diễn ra theo giờ Brasil (UTC-3)

### Bảng A
| Đội      | Tr | T | H | B | BT | BB | HS | Đ |
| -------- | -- | - | - | - | -- | -- | -- | - |
| Brasil   | 3  | 3 | 0 | 0 | 9  | 2  | +7 | 9 |
| Ý        | 3  | 2 | 0 | 1 | 8  | 8  | 0  | 6 |
| México   | 3  | 1 | 0 | 2 | 3  | 5  | −2 | 3 |
| Nhật Bản | 3  | 0 | 0 | 3 | 4  | 9  | −5 | 0 |

| 15 tháng 6 năm 2013 |     |          |
| Brasil              | 3–0 | Nhật Bản |
| 16 tháng 6 năm 2013 |     |          |
| México              | 1–2 | Ý        |
| 19 tháng 6 năm 2013 |     |          |
| Brasil              | 2–0 | México   |
| Ý                   | 4–3 | Nhật Bản |
| 22 tháng 6 năm 2013 |     |          |
| Ý                   | 2–4 | Brasil   |
| Nhật Bản            | 1–2 | México   |

### Bảng B
| Đội         | Tr | T | H | B | BT | BB | HS  | Đ |
| ----------- | -- | - | - | - | -- | -- | --- | - |
| Tây Ban Nha | 3  | 3 | 0 | 0 | 15 | 1  | +14 | 9 |
| Uruguay     | 3  | 2 | 0 | 1 | 11 | 3  | +8  | 6 |
| Nigeria     | 3  | 1 | 0 | 2 | 5  | 8  | −3  | 3 |
| Tahiti      | 3  | 0 | 0 | 3 | 1  | 24 | −23 | 0 |

| 16 tháng 6 năm 2013 |      |             |
| Tây Ban Nha         | 2–1  | Uruguay     |
| 17 tháng 6 năm 2013 |      |             |
| Tahiti              | 1–6  | Nigeria     |
| 20 tháng 6 năm 2013 |      |             |
| Tây Ban Nha         | 10–0 | Tahiti      |
| Nigeria             | 1–2  | Uruguay     |
| 23 tháng 6 năm 2013 |      |             |
| Nigeria             | 0–3  | Tây Ban Nha |
| Uruguay             | 8–0  | Tahiti      |

## Vòng đấu loại trực tiếp

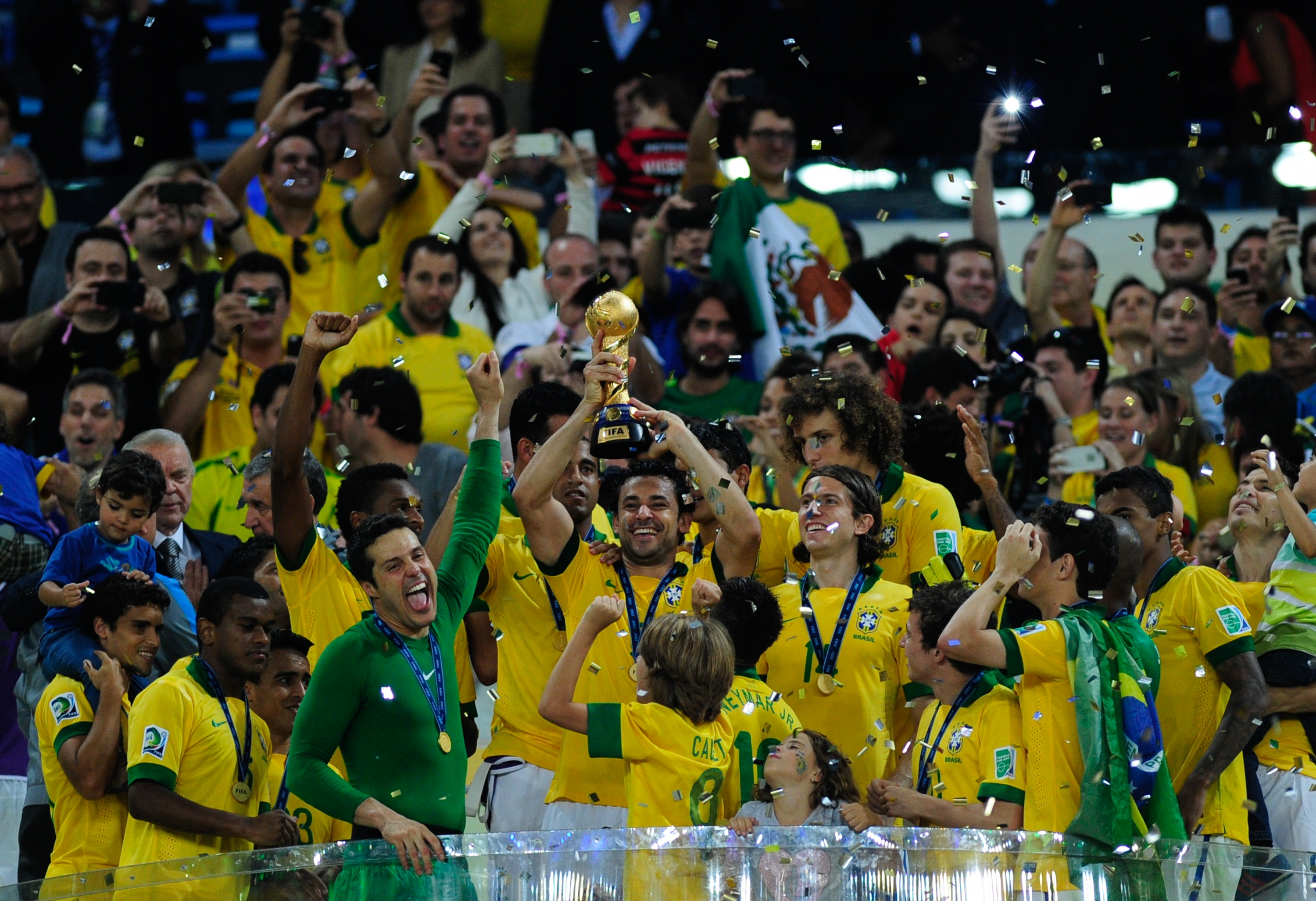
Brasil giành chức vô địch sau khi thắng Tây Ban Nha 3–0 ở trận chung kết

Ở vòng loại trực tiếp, nếu một trận đấu hòa vào cuối thời gian thi đấu bình thường, thì Hiệp phụ sẽ được thi đấu (hai hiệp, mỗi hiệp 15 phút) . Nếu vẫn hòa sau hiệp phụ, trận đấu được quyết định bằng loạt Loạt sút luân lưu để phân định thắng bại.
|  | Bán kết                  | Bán kết     |                          |       | Chung kết | Chung kết |
|  |                          |             |                          |       |           |           |
|  | 26 June – Belo Horizonte |             |                          |       |           |           |
|  |                          |             |                          |       |           |           |
|  | Brasil                   | 2           |                          |       |           |           |
|  | Brasil                   | 2           | 30 June – Rio de Janeiro |       |           |           |
|  | Uruguay                  | 1           |                          |       |           |           |
|  | Uruguay                  | 1           | Brasil                   | 3     |           |           |
|  | 27 June – Fortaleza      |             | Brasil                   | 3     |           |           |
|  |                          | Tây Ban Nha | 0                        |       |           |           |
|  | Tây Ban Nha (pen.)       | Tây Ban Nha | 0                        | 0 (7) |           |           |
|  | Tây Ban Nha (pen.)       |             |                          | 0 (7) |           |           |
|  | Ý                        | 0 (6)       |                          |       |           |           |
|  | Ý                        | 0 (6)       | Tranh hạng ba            |       |           |           |
|  |                          |             |                          |       |           |           |
|  | 30 June – Salvador       |             |                          |       |           |           |
|  |                          |             |                          |       |           |           |
|  | Uruguay                  | 2 (2)       |                          |       |           |           |
|  | Uruguay                  | 2 (2)       |                          |       |           |           |
|  | Ý (pen.)                 | 2 (3)       |                          |       |           |           |

#### Bán kết
| Brasil                  | 2–1      | Uruguay    |
| ----------------------- | -------- | ---------- |
| Fred 41' · Paulinho 86' | Chi tiết | Cavani 48' |

| Tây Ban Nha                                              | 0–0 (s.h.p.) | Ý                                                                       |
| -------------------------------------------------------- | ------------ | ----------------------------------------------------------------------- |
|                                                          | Chi tiết     |                                                                         |
| Loạt sút luân lưu                                        |              |                                                                         |
| Xavi · Iniesta · Piqué · Ramos · Mata · Busquets · Navas | 7–6          | Candreva · Aquilani · De Rossi · Giovinco · Pirlo · Montolivo · Bonucci |

#### Tranh hạng ba
| Uruguay                                      | 2–2 (s.h.p.) | Ý                                                 |
| -------------------------------------------- | ------------ | ------------------------------------------------- |
| Cavani 58', 78'                              | Chi tiết     | Astori 24' · Diamanti 73'                         |
| Loạt sút luân lưu                            |              |                                                   |
| Forlán · Cavani · Suárez · Cáceres · Gargano | 2–3          | Aquilani · El Shaarawy · De Sciglio · Giaccherini |

#### Chung kết
| Brasil                    | 3–0      | Tây Ban Nha |
| ------------------------- | -------- | ----------- |
| Fred 2', 47' · Neymar 44' | Chi tiết |             |

| Vô địch Cúp Liên đoàn các châu lục 2013 Brasil Lần thứ tư |

## Giải thưởng

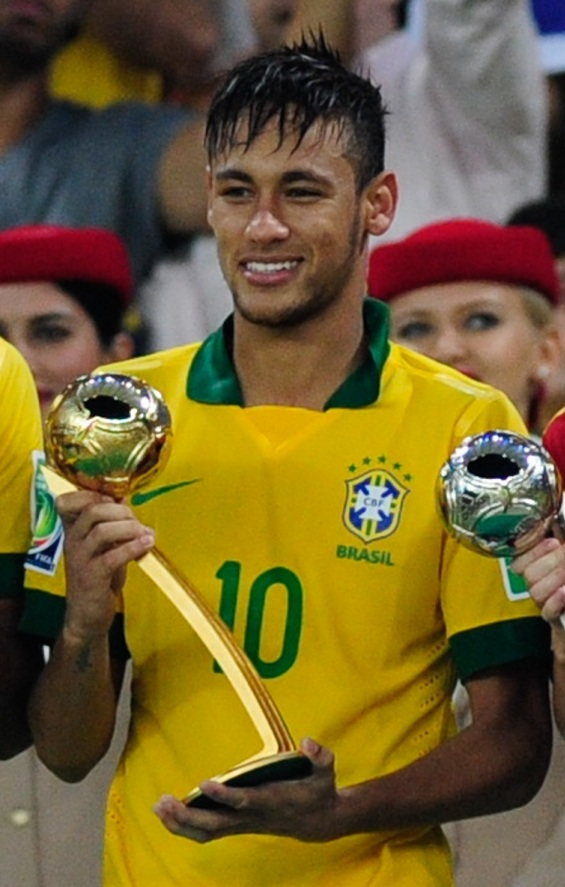
Neymar giàng quả bóng vàng

| Chiếc giày vàng | Chiếc giày bạc | Chiếc giày đồng |
| --------------- | -------------- | --------------- |
| Fernando Torres | Fred           | Neymar          |

| Quả bóng vàng | Quả bóng bạc   | Quả bóng đồng |
| ------------- | -------------- | ------------- |
| Neymar        | Andrés Iniesta | Paulinho      |

| Găng tay vàng |
| ------------- |
| Júlio César   |

| Đội đoạt giải phong cách |
| ------------------------ |
| Tây Ban Nha              |

## Cầu thủ ghi bàn
| 5 bàn - Fred - Fernando Torres 4 bàn - Neymar - Abel Hernández |

3 bàn
| - Javier Hernández - Nnamdi Oduamadi | - David Villa - Edinson Cavani | - Luis Suárez |

2 bàn
| - Jô - Paulinho | - Mario Balotelli - Okazaki Shinji | - Jordi Alba - David Silva |

1 bàn
| - Dante - Davide Astori - Giorgio Chiellini - Daniele De Rossi - Alessandro Diamanti - Emanuele Giaccherini - Sebastian Giovinco | - Andrea Pirlo - Honda Keisuke - Kagawa Shinji - Uwa Elderson Echiéjilé - Mikel John Obi - Juan Mata - Pedro | - Roberto Soldado - Jonathan Tehau - Diego Forlán - Nicolás Lodeiro - Diego Lugano - Diego Pérez |

phản lưới nhà
| - Uchida Atsuto (trong trận gặp Ý) | - Jonathan Tehau (trong trận gặp Nigeria) | - Nicolas Vallar (trong trận gặp Nigeria) |

## Biểu tình

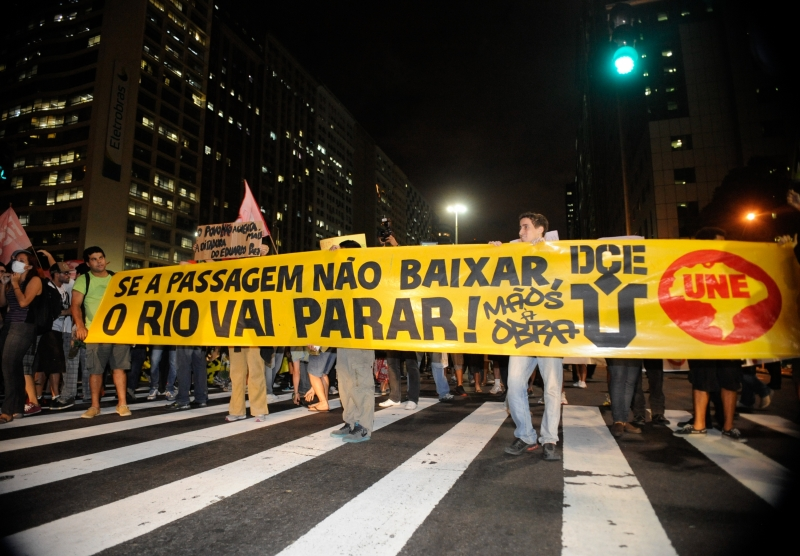
Người biểu tình ở đường phố Rio de Janeiro. Khẩu hiệu của họ là "Nếu phí xe bus không giảm, thành phố Rio de Janeiro sẽ ngừng chạy!"

Theo buổi lễ ở Sân vận động quốc gia Brasil vào ngày 15 tháng 6 năm 2013, các cuộc biểu tình đã nổ ra bên ngoài sân vận động, được tổ chức bởi những người không hài lòng với số tiền chi tiêu cho việc tổ chức Giải bóng đá vô địch thế giới 2014. Cảnh sát phải dùng hơi ga và bình xịt hơi cay để giải tán đám đông.